# Les Seigneurs d'Outre Monde
Pour plus de détails, voir Fiche technique et Distribution.
Les Seigneurs d'Outre Monde est un film de fantasy français réalisé par Rémi Hoffmann. Il fut aussi diffusé sur la chaine Nolife le 19 février 2017, suivi de plusieurs rediffusions. Les premiers épisodes du film, découpé en 10 actes d'environ 15 min. chacun, sont diffusés sur YouTube.
Il s'agit d'un long-métrage médiéval-fantastique créé par 280 bénévoles, pro et non pro, ayant travaillé sur ce projet pendant près de 8 années de production, ce qui fut une expérience unique en France et hors du circuit économique traditionnel en France[réf. nécessaire].
Plus de 600 plans truqués, en 2D et 3D, des tournages en Île-de-France, Normandie, Picardie, Bretagne, etc., des scènes de batailles, de banquet, de vie de village, tournage en château, en souterrain, course à cheval...
Pour sa finalisation, l'équipe a réalisé en 2014 un financement participatif sur la plate-forme My Major Company et obtenu plus de 35 000 € de soutien. Ce qui a entre autres permis d'enregistrer une partie de la musique en orchestre symphonique (grâce à l'orchestre Paris Scoring, au Studio Omega de Suresnes)
Le film a été projeté exceptionnellement le 22 mai 2016, au cinéma Gaumont Aquaboulevard, de Paris. en présence de 400 spectateurs.
Plusieurs personnalités de web-séries tiennent des rôles ou des caméos, tel : Guillaume Durrand (de la série Noob), Frédéric Hostein, Antony Delplace, Laurent Charrier, Simon Brochard, Nicolas Galgani (de la série Flander's Company), ou Didier Richard (de la série Nerdz)

## Synopsis
Depuis 1 000 ans, banni dans un Dôme lumineux, Rashalden, seigneur d'Outre Monde, nourrit sa haine envers l’espèce humaine. Des plaines du Ciampes jusqu’à Sandhya, la cité elfe, la rumeur gronde sur son retour.
Jarwin de Kalmeril, insouciant prince du Ringston, ignore les enjeux qui se trament, mais de ses choix dépendra l'avenir du monde d’Eravys.
Des visions étranges, une reine vampire vengeresse, un peuple au lourd secret...
Le culte des elfes décrit 9 autres dimensions, c'est au cœur d’Eravys que la blessure a été commise, mais c’est dans l'Outre Monde que les seigneurs s’affronteront.

## Fiche technique
- Titre original : Les Seigneurs d'Outre Monde
- Réalisation : Rémi Hoffmann
- Scénario : Rémi Hoffmann et Fenriss
- Accessoiriste : Cyril Hiard, Eymeric Viguié
- Maquillage : Christine Archambault, Samuel Vergnaud
- Régisseur : Cyril Hiard, Eric Reynaud
- Ingénieur du son, mixage, sound design : Fabien Goury, Mathieu Langlet, Gautier Seguin, Benoit Griesbach, Aurore Pupil
- Montage : Rémi Hoffmann
- Effets spéciaux : Cyril Hiard, Alexandre Marchand, Ugo Bimar, Kevin Nauzes, Michael Moercant, Jerémy Wulff
- Étalonnage : Vanessa Colombel, Dan Cohen
- Musique : Guy-Roger Duvert, Nicolas Dubut
- Musique additionnelles : La Carité de Guingamore, Tony Beaufils, The Neko Light Orchestra
- Illustration : Josselin Fosset et Rémi Hoffmann
- Affiche : Rémi Hoffmann
- Photographie affiche : Dante et Rémi Hoffmann
- Société de production : eRe2-LSOM
- Budget : (estimation) 50 000 €
- Pays d'origine :  France
- Langue originale : français (sous-titres existants : anglais, espagnol,

néerlandais)
- Format : couleur, 2.35
- Genre : Fantasy
- Durée : 140 minutes
- Date de sortie en salle : 22 mai 2016

## Distribution
- Jonathan Durieux : Jarwin de Kalmeril
- Soizic Fonjallaz : Sujaya
- Olivier Grignard : Thorwald
- Claudine Jacquemard : Ophidia
- Bernard Belin : Lothar de Kalmeril
- Fenriss : Abhilash
- Xavier Gojo : Erosten du Ciampès
- Djamel Bride : Rashalden
- Genevieve Thomas : Prashitah de Sandhya
- Patrick O'blin : Beldoryan
- Hervé Dandrieux : capitaine Adalric
- Frédéric Laloue : Sigwald
- Julien Dejean : Zukha Migho
- Nathalie Stella : princesse Enneade

## Lieux de tournage
Le film a pu bénéficier de nombreux lieux de tournage du patrimoine culturel français, notamment : la Tour César et la "taverne des oubliées" à Provins, le Musée des Temps barbares à Marle,, les Champignonnières d'Herblay, le cloitre de la cathédrale d'Évreux,

## Musique du film
La bande originale des Seigneurs d'Outre Monde, est composée principalement par Guy-Roger Duvert et Nicolas Dubut. Guy-Roger Duvert (compositeur et réalisateur du film Virtual Revolution) composa tout d'abord des grands thèmes à la lecture du scénario (environ une dizaine de musiques, auquel il ajouta encore 10 musiques provenant de son album de musique nommé "Fantasy"), Nicolas Dubut composa quant à lui 43 morceaux, une fois le montage image effectué. Les inspirations des deux compositeurs sont ouvertement basées sur les travaux d'Howard Shore, James Horner ou Hans Zimmer. D'autres artistes ont collaboré à la bande originale du film : La Carité de Guingamor (groupe de musique médiévale) interpréta 5 morceaux. Tony Beaufils (Tony l'Orc du Naheulband, groupe lié à l'univers du Donjon de Naheulbeuk) composa et interpréta une musique en banjo et guitare (inspiré de "dueling banjos" du film Délivrance de John Boorman. Enfin le groupe The Neko Light Orchestra, composa et interpréta une chanson en générique de fin du film, intitulée « Requiem for a Prince » dont les textes sont en anglais et elfique fictif du monde d'Eravys (le monde dans lequel se déroule Les Seigneurs d'Outre Monde).
Grâce au financement participatif réussi en 2014, 5 grands thèmes furent réenregistrés avec un orchestre symphonique : le Paris Scoring, (au studio Omega, de Suresnes) : Ce soin particulier de réorchestration de la musique est actuellement unique en France (et dans le monde ?) dans l'univers des web-séries.
Actuellement, 39 morceaux sont disponibles sur un double CD de la bande originale du film.
| N° | Titre                                        | Compositeur                             | Durée |
| -- | -------------------------------------------- | --------------------------------------- | ----- |
| 01 | Jarwin                                       | Guy-Roger Duvert                        |       |
| 02 | Pour le Ringston                             | Nicolas Dubut                           |       |
| 03 | Ophidia                                      | Nicolas Dubut                           |       |
| 04 | L'histoire d'Ophidia                         | Guy-Roger Duvert                        |       |
| 05 | Sommes-nous si humains ?                     | Nicolas Dubut                           |       |
| 06 | Le Réveil de Rashalden                       | Guy-Roger Duvert                        |       |
| 07 | Des Bâtards d'Humains                        | Nicolas Dubut                           |       |
| 08 | Sandhya                                      | Guy-Roger Duvert & Nicolas Dubut        |       |
| 09 | La Reine Prashitah                           | Guy-Roger Duvert & Nicolas Dubut        |       |
| 10 | Blood & Flames                               | Guy-Roger Duvert                        |       |
| 11 | Au Milieu de Nulpart                         | Guy-Roger Duvert & Nicolas Dubut        |       |
| 12 | Beldoryan                                    | Guy-Roger Duvert & Nicolas Dubut        |       |
| 13 | Bache, Bene, Venies                          | La Carité de Guingamor (Carmina Burana) |       |
| 14 | Touche pas à mes chaussures en Cantou Bleues | Tony Beaufils                           |       |
| 15 | Ouvrir une autre porte                       | Nicolas Dubut                           |       |
| 16 | Tunnel & Traps                               | Guy-Roger Duvert                        |       |
| 17 | Les Druides du Sanctuaire                    | Guy-Roger Duvert & Nicolas Dubut        |       |
| 18 | La Cérémonie                                 | Guy-Roger Duvert & Nicolas Dubut        |       |
| 19 | L'Epée Légendaire                            | Guy-Roger Duvert                        |       |

| N° | Titre                            | Compositeur                      | Durée |
| -- | -------------------------------- | -------------------------------- | ----- |
| 01 | Les Montagnes du Nord            | Guy-Roger Duvert                 |       |
| 02 | Sir Galderyan                    | Nicolas Dubut                    |       |
| 03 | Retrouvailles entre Frères       | Nicolas Dubut                    |       |
| 04 | Thorwald                         | Guy-Roger Duvert                 |       |
| 05 | Triste Nouvelle                  | Nicolas Dubut                    |       |
| 06 | Le Retour d'Abhilash             | Guy-Roger Duvert & Nicolas Dubut |       |
| 07 | La Recherche du Drakonos         | Guy-Roger Duvert                 |       |
| 08 | L'Armée de Rashalden             | Guy-Roger Duvert                 |       |
| 09 | L'Envol du Drakonos              | Nicolas Dubut                    |       |
| 10 | Trahison                         | Nicolas Dubut                    |       |
| 11 | Thorwald vs Lothar               | Nicolas Dubut                    |       |
| 12 | Mayday Mayday                    | Nicolas Dubut                    |       |
| 13 | Le Courage de Zukha Migho        | Nicolas Dubut                    |       |
| 14 | La Fin du Tyran                  | Nicolas Dubut                    |       |
| 15 | Face à son Destin                | Guy-Roger Duvert & Nicolas Dubut |       |
| 16 | L'Epée brisée                    | Guy-Roger Duvert & Nicolas Dubut |       |
| 17 | Vive le Roi !                    | Nicolas Dubut                    |       |
| 18 | The Riders of the seventh Pillar | Guy-Roger Duvert                 |       |
| 19 | Le Seigneur d'Outre Monde        | Nicolas Dubut                    |       |
| 20 | Requiem For a Prince             | the Neko Light Orchestra         |       |

## Un film et une web-série
Si Les Seigneurs d'Outre Monde est avant tout un film de 140 min, diffusé en projections exceptionnelles, et disponible en DVD et Blu-ray, c'est aussi sous forme de web-série que les spectateurs commencent à le découvrir. L'ensemble du film est découpé en 11 épisodes allant du prologue Acte 0 à l'Acte 10. Actuellement les premiers épisodes sont disponibles sur la plateforme Youtube.
| Épisode   | Titre                     | durée       | date de publication    |
| --------- | ------------------------- | ----------- | ---------------------- |
| Acte 0    | "La Légende du Dôme"      | 2 min 40 s  | 21 août 2017           |
| Acte I    | "Le Banquet"              | 15 min 00 s | 22 août 2017           |
| Acte II   | "Le Secret des Kalmeril"  | 13 min 43 s | 29 août 2017           |
| Acte III  | "Sandhya"                 | 14 min 59 s | 5 septembre 2017       |
| Acte IV   | "Du Sang & des Flammes"   | 14 min 28 s | 16 septembre 2017      |
| Acte V    | "Le Sacrifice des Shâams" | 13 min 54 s | 25 octobre 2017        |
| Acte VI   | "De la Gnôle & des Gnons" | 14 min 09 s | 28 novembre 2017       |
| Acte VII  | "Au Péril d'un Rêve"      | 14 min 28 s | 16 mars 2018           |
| Acte VIII | "Un Air de Famille"       | ??          | (diffusion ultérieure) |
| Acte IX   | (inconnu)                 | ??          | (diffusion ultérieure) |
| Acte X    | (inconnu)                 | ??          | (diffusion ultérieure) |

## Autour du film
Les éditions Michel Lafon se sont intéressées aux Seigneurs d'Outre Monde, et un roman, préquel de l'histoire du film, est sorti en numérique, intitulé "La Geste d'Ellowan", écrit par Fenriss (co-scénariste du film avec Rémi Hoffmann).

## Médiatisation du film
De par sa conception particulière (huit ans pour faire le film, de 2008 à 2016) un certain nombre de média s'y sont intéressés au fur et à mesure :  C'est ainsi qu'en 2011 Christophe Carrière de L'Express y consacre un article sur ses « films faits avec trois fois rien », mais c'est surtout au sein de la culture Geek que le film se fait connaitre, notamment avec l'émission + ou - Geek de David Frécinaux (Daroo Productions) tandis que Le Parisien,, et Virgin Radio le découvrirent lors du crowdfunding (en 2014), et enfin lors de sa sortie en mai 2016 et de ses projections en France et en Belgique (Ouest France, Joypad magazine, France Inter)
Le 26 juin 2014, alors en plein crowdfunding, Rémi Hoffmann participe en tant qu'invité à l'événement Geek Showtime 1.0, organisé par Cédric Littardi et le Dernier Bar Avant La Fin du Monde, prenant place au "Show Case" à Paris, en compagnie des figures de la websérie française : François Descraques (Le Visiteur du futur), Ruddy Pomarède (Damned, Flander's Company), Davy Mourier (Space, Nerdz, Le Golden Show), Fabien Fournier (Noob), Tony Beaufils et Pen Of Chaos (Le Donjon de Naheulbeuk), ainsi qu'en invitée d'honneur : l'actrice-réalisatrice américaine Felicia Day (The Guild), qui déclara être « très impressionnée » par le travail effectué sur Les Seigneurs d'Outre Monde.
Le 19 février 2017, une émission de 3h30 consacrée au film, a été diffusée sur la chaine de TV Nolife, intitulée "La Soirée Spéciale des Seigneurs d'Outre Monde" et réalisée par Alex Pilot, cette émission était composée d'une première partie en talk-show animée par Davy Mourier, dans laquelle intervenaient différents membres de l'équipe du film (acteurs, techniciens, scénaristes, réalisateur, musiciens, costumière...) le tout accompagné de making of et bêtisier. Le film y fut aussi diffusé dans son intégralité, et il s'ensuivit une animation présentée par Rémi Hoffmann & Fenriss, en compagnie des escrimeurs médiévaux de "La Compagnie d'Arme de la Tour D'Auvergne" (La CATA) mêlant tournoi d'escrime en épée et armure lourde, et quizz sur le thème de la fantasy, dans lequel se sont "affrontés" des animateurs phares de la chaine Nolife, prenant le rôle de "Grands Seigneurs du Nolifeland" : Caroline Segarra, Emmanuel Pettini, Julien Pirou, Florent Gorges. La soirée fut aussi annoncée en hommage à Patrick O'blin (acteur : personnage de Beldoryan) décédé quelques jours avant la diffusion de l'émission. Cette émission fut ensuite rediffusée 3 fois sur Nolife et mis à disposition des abonnés sur le portail de visionnage en ligne : Noco.

## Accueil
Diffusé d'abord en projections exceptionnelles (en cinéma indépendants, festivals, salons, événements) puis sur Nolife, et partiellement sur Youtube (en épisodes : actuellement 7 actes sur 10 sont en ligne), en totale indépendance, malgré son budget extrêmement faible par rapport à un long métrage classique, le film a été grandement apprécié des spectateurs et salué pour la performance de sa conception,[réf. nécessaire].